# Petrobey Mavromichalis
Petros Mavromichalis (tiếng Hy Lạp: Πέτρος Μαυρομιχάλης; 1765–1848), còn được gọi là Petrobey (Πετρόμπεης),  là một lãnh đạo của người Maniot trong nửa đầu thế kỷ 19. Gia đình ông có truyền thống lâu dài chống lại đế quốc Ottoman, vốn đang chiếm đóng hầu hết Hy Lạp vào thời kỳ đó. Ông nội của ông là Georgios và cha ông là Pierros nằm trong ban lãnh đạo cuộc khởi nghĩa Orlov.

## Cuộc đời
Petros sinh ngày 6 tháng 8 năm 1765, là con của nhà lãnh đạo Pierros "Mavromichalis" Pierrakos và Katerina Koutsogrigorakos (con gái của một bác sĩ). Gia đình Mavromichalis có truyền thống tham gia nổi dậy chống lại đế quốc Ottoman vốn đang cai trị phần lớn Hy Lạp. Ông nội của ông Georgakis Mavromichalis và cha ông Pierros "Mavromichalis" Pierrakos là các thành viên của ban lãnh đạo khởi nghĩa Orlov. Cuộc nổi dậy diễn ra sau một khoảng thời gian tranh chấp nội bộ giữa những người đứng đầu Mani; nhờ vào việc trung gian dàn xếp ổn thỏa cho những tranh chấp và mâu thuẫn giữa các dòng họ trong vùng, Petros trẻ tuổi nhanh chóng gây được tiếng vang cho mình. Do những thất bại liên tiếp của những cuộc nổi dậy chống lại người Thổ, ông đã giúp nhiều chiến binh klephts và thành phần chống đối khác đào thoát sang vùng lãnh thổ Heptanese do Pháp kiểm soát, điều này tạo diều kiện cho ông thiết lập được mối quan hệ với một đồng minh tiềm năng. Trong khoảng thời gian này ông có lẽ đã liên minh thành công với Napoleon Bonaparte, khi ông này đang chinh chiến ở Ai Cập; Napoleon đã tấn công đế quốc Ottoman nằm trong kế hoạch phối hợp với một cuộc nổi dậy của Hi Lạp. Tuy nhiên thất bại của Napoleon ở Ai Cập đã vỡ kế hoạch này.

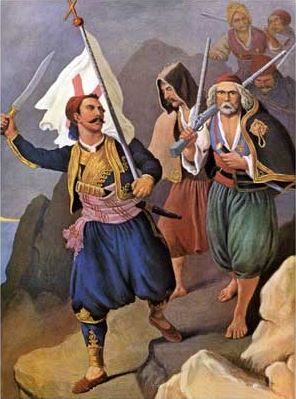
Petros Mavromichalis bởi Peter von Hess.

Năm 1814, các lực lượng được tái tổ chức của người Maniot trở thành mối nguy cho Ottoman, và Sultan đã đề nghị một số nhượng bộ cho Pierrakos, bao gồm việc phong cho ông chức danh Bey,  hay Chieftain, của Mani - có ý nghĩa chính thức công nhận tình trạng tự trị của khu vực này trên thực tế nhiều năm trước đây. Dưới sự lãnh đạo của Petrobey, nhà nước Maniot (theo cách gọi của ông) và dòng họ Pierrakos quyền lực trong vùng nam Peloponnese đã cùng nhau chống lại những kẻ cướp bóc Albani và Sultan. Trong khi đó Petrobey vẫn là một thành viên tích cực trong cách cuộc nổi dậy ở Moreot kapetanaioi (καπεταναῖοι "đại úy, chỉ huy của các chiến binh"). Năm 1818, ông gia nhập hội Filiki Eteria, và vào năm 1819 ông làm trung gian cho một thỏa thuận giữa các dòng họ kapetanaioi. Ngày 17 tháng 3 năm 1821, Petrobey đã phất lá cờ chiến tranh tại Areopoli, đánh dấu sự khởi đầu của Chiến tranh giành độc lập Hy Lạp. Binh lính của ông tiến vào Kalamata, và kiểm soát thành phố vào ngày 23 tháng 3.

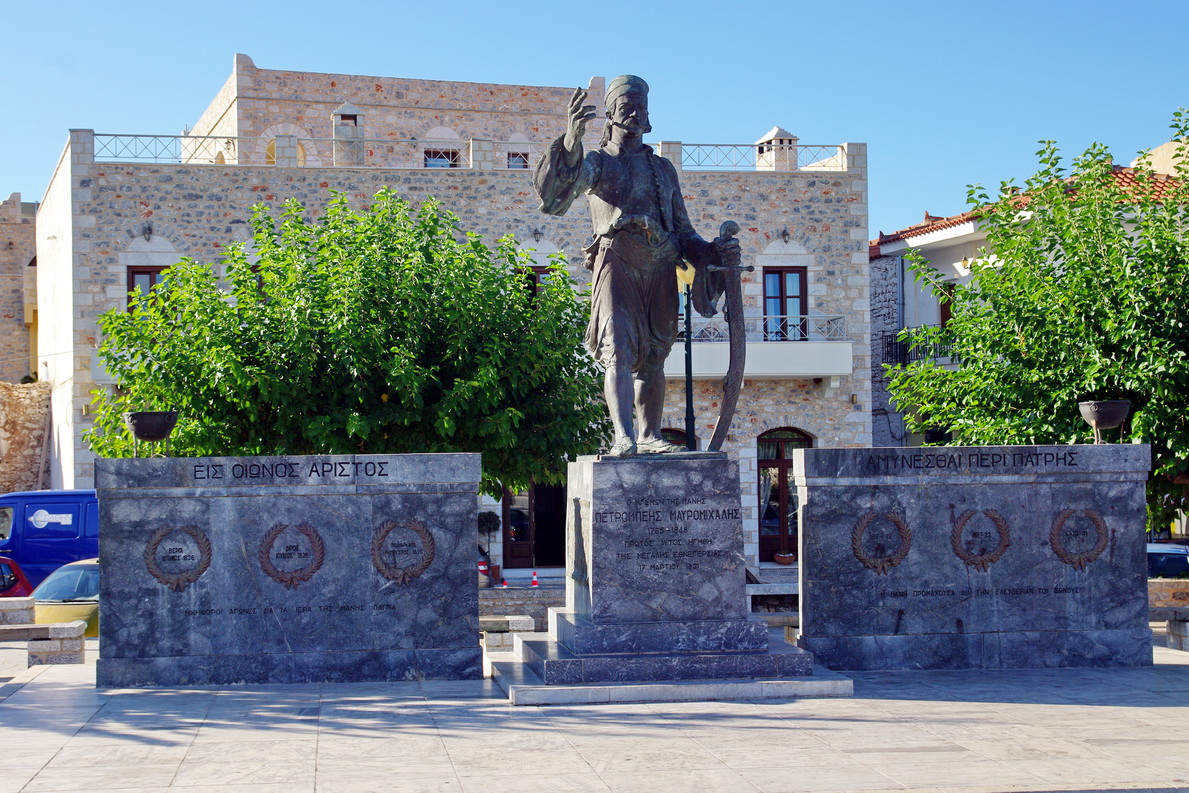
Một tượng đài Petros Mavromichalis ở Areopoli

Sau mùa hè năm 1822, Petrobey thôi không tham gia chiến trận vào giao lại quyền lãnh đạo binh lính cho các người con (hai trong số họ hi sinh trong chiến đấu). Ông vẫn tiếp tục làm việc với tư cách trung gian cho bất kỳ tranh chấp nào giữa các kapetanaioi, và chủ trì cho Messenian Senate, một hội đồng bao gồm các lãnh đạo cách mạng cát cứ.  Ông cũng cố gắng tìm kiếm sự ủng hộ từ phương Tây bằng việc gửi nhiều bức thơ cho cách lãnh đạo và nhà cảm tình Hy Lạp ở châu Âu và Hoa Kỳ.
Sau cách mạng, Petrobey là thành viên của Quốc hội Hy Lạp đầu tiên, dưới sự chủ trì của Ioannis Kapodistrias. Bất đồng nhanh chónh nảy sinh giữa hai người do sự khăng khăng của Kapodistrias phải thành lập một chính quyền tập trung ở vùng dựa trên việc bổ nhiệm người quản lý, thay thế cho hệ thống truyền thống thông qua các dòng họ trung thành. Người anh em của Petros là Tzanis đã phát động cuộc nổi dậy chống lại tỉnh trưởng của Lakonia; hai anh em được mời đến gặp Kapodistrias nhằm đàm phán cách giải quyết nhưng khi họ xuất hiện, họ đã ngay lập tức bị bắt giữ. Từ trong tù, Petros cố gắng thương lượng một thỏa thuận với Kapodistrias; nhưng bị từ chối. Cuộc khủng thoảng đã được giải quyết bằng các phương tiện truyền thống hơn nữa: người em của Petros là Konstantinos và con trai ông Georgios đã ám sát Kapodistrias vào ngày 9 tháng 10 năm 1831.  Petros công khai phản đối hành động này. Vị trí của Kapodistrias được tiếp quản bởi Vua Otto, ông này có thái độ thân thiện hơn với các kapetanaioi.  Petros trở thành phó chủ tịch Hội đồng Nhà nước, và sau là một nghị sĩ. Ông cũng là một trong vài người Hy Lạp được trao Huân chương Cứu thế hạng Chữ Thập đại. Ông mất tại Athens vàongày 17 tháng 1 năm 1848, và được chôn cất theo nghi lễ vinh dự nhất.

### Tư liệu
- Κ. Ζησίου, Οι Μαυρομιχάλαι. Συλλογή των περί αυτών γραφέντων, (K. Zisiou, The Mavromichalai. Collection of their own scripts, Athens,1903)
- Ανάργυρου Κουτσιλιέρη, Ιστορία της Μάνης, (Anargiros Koutsilieris, History of Mani, Athens, 1996)
- Αγαπητός Σ. Αγαπητός (1877). Οι Ένδοξοι Έλληνες του 1821, ή Οι Πρωταγωνισταί της Ελλάδος σελ. 40-47. Τυπογραφείον Α. Σ. Αγαπητού, Εν Πάτραις -ανακτήθηκε 13 Αυγούστου 2009-. (Agapitos S. Agapitos, The 1821 Glorious Greeks, The Protagonists of Greece, pg 40-47. A.S. Agapitou Press, Patras -1877 - reimpression 8.13.2009)